# Бурлаку
Бурлаку (рум. Burlacu) — село в Кагульском районе Молдавии. Является административным центром коммуны Бурлаку, включающей также село Спикоаса.

## География
Село расположено на высоте 109 метров над уровнем моря. Через село, по направлению с севера на юг протекает река Малая Салчия, левый приток реки Большая Салчия (водосборный бассейн реки Ялпуг).

## Население
По данным переписи населения 2004 года, в селе Бурлаку проживает 1835 человек (935 мужчин, 900 женщин).
Этнический состав села:
| Национальность | Число жителей | Процентный состав |
| -------------- | ------------- | ----------------- |
| молдаване      | 1690          | 92,1              |
| гагаузы        | 63            | 3,43              |
| румыны         | 30            | 1,63              |
| болгары        | 24            | 1,31              |
| русские        | 14            | 0,76              |
| украинцы       | 11            | 0,6               |
| прочие         | 3             | 0,16              |
| Всего          | 1835          | 100 %             |